# Elytrigia drucei
Elytrigia drucei är en gräsart som beskrevs av Clive Anthony Stace. Elytrigia drucei ingår i släktet kvickrötter, och familjen gräs. Inga underarter finns listade i Catalogue of Life.